# Masud Gharahkhani
Masud Gharahkhani (Teherán, 22 de septiembre de 1982) es un político noruego de origen iraní, del Partido Laborista. Actualmente es miembro del Storting por Buskerud desde 2017 y presidente del Storting desde 2021.

## Biografía
Nacido en Teherán, Irán, emigró a Noruega con su familia en 1987 y creció en la localidad de Skotselv en Øvre Eiker. Su padre fue político y sindicalista Bijan Gharakhani. Después de asistir a la escuela secundaria superior de Rosthaug, se inscribió en el Gjøvik University College estudiando Radiografía, se graduó como tecnólogo radiológico y ha sido empleado del Hospital Blefjell. También ha trabajado como secretario general del Partido Laborista de Buskerud.

## Carrera política
Fue elegido por primera vez como representante adjunto al parlamento en las elecciones de 2009. Se dio a conocer en la convención nacional del Partido Laborista en 2011 por su discurso sobre su viaje desde Irán a Drammen. Fue candidato del Partido Laborista a la alcaldía de Drammen en las elecciones locales de 2011, pero fue derrotado por Tore Opdal Hansen del Partido Conservador.

### Presidente del Storting
El 24 de noviembre de 2021, el Partido Laborista nominó a Gharahkhani para suceder a Eva Kristin Hansen luego de su renuncia luego de un escándalo parlamentario de vivienda. Fue elegido formalmente al día siguiente mediante votación escrita. Es el primer presidente del Storting nacido en el extranjero.